# Murrano
 Murrano è un personaggio dell'Eneide di Virgilio, menzionato nel dodicesimo libro.

## Mito

### Le origini
Murrano è un giovane di Laurento ed uno dei principali nemici di Enea durante la guerra scoppiata tra troiani e italici, essendo imparentato con i re latini; è inoltre uno degli amici intimi di Turno.

### La morte
Alla guida del suo carro, Murrano si lancia eroicamente contro Enea nell'ultima battaglia; ma il capo troiano gli scaglia addosso un enorme masso, ferendolo mortalmente. A finire il giovane eroe, caduto dal carro, sono gli zoccoli dei suoi stessi cavalli. 
" E qui Murráno (un che superbo e gonfio,

Del nome e de l’origine vantando

Se ne gía degli antichi avi e bisavi

Latini regi) fu d’un balzo a terra

Da la furia d’Enea spinto e travolto;

Sì che di lui, del carro e de le ruote

Fatto un viluppo, i suoi stessi cavalli,

Il signore oblïando, incrudelîrsi,

E sotto al giogo e sotto ai calci accolto

L’infranser, lo pîgiâr, lo strascinaro

E l’ancisero alfine. " 
Turno assiste, rimanendone straziatissimo, alla tragica fine dell'amico, che muore invocandolo.

## Omaggi
- A Murrano è stato dedicato uno dei crateri di Dione.

### Fonti
- Virgilio, Eneide, Libro XII.